# Jírov (tvrz)
Jírov je zaniklá tvrz u taktéž zaniklé stejnojmenné vesnice ve vojenském újezdu Hradiště v okrese Karlovy Vary. Zachovalo se z ní okrouhlé tvrziště. Nachází se jižně od vrcholu Pustého zámku a východně od bývalé vesnice Mlýnská.

## Historie
První písemná zmínka o vesnici je z roku 1288, kdy patřila Odolenu z Chyš a Jindřichovi z Výrova. O rok později byla vesnice rozdělena na více částí, jejichž majiteli byli Přibyslav z Očihova, Jindřich a Bohuslav z Výrova a Beneš z Doupova. Tvrz se zde uvádí až v roce 1450 za Jana Doupovce z Doupova a na Výrově. Od konce patnáctého století Jírov patřil k doupovskému panství, a nepotřebná tvrz nejspíše proto zanikla. Archeologický výzkum neodhalil žádné pozůstatky zástavby, ale podle nalezené keramiky lze dobu života tvrze datovat do čtrnáctého století.

## Stavební podoba
Dochované okrouhlé tvrziště má průměr sedmnáct metrů. Z jeho opevnění se dochoval dvojitý příkop a val, který je na jihozápadní straně také zdvojený.

## Přístup
Tvrziště se nachází v nepřístupném vojenském prostoru.